# Istoria Aradului
Istoria Aradului este una îndelungată care începe cu primele așezări umane pe actuala vatră a orașului, în nordul râului Mureș și mai apoi cu apariția primei cetăți de pământ situată la Vladimirescu, în jurul secolului al X-lea. Orașul a cunoscut o dezvoltare înfloritoare în timpul Mariei Tereza, culminând cu construcția cetății, care la acea dată a fost considerată de necucerit. În anul 1918, Aradul, este casa Consiliului Național Central Român, care preia conducerea Transilvaniei și pregătește actul unirii Transilvaniei cu România de la Alba Iulia.  În decembrie 1989 Aradul devine al doilea oraș liber de comunism din România.

## Din antichitate până în secolul al XI-lea
O expediție vânătorească, al unui grup de Homo sapiens venind dinspre Munții Zărandului, oferă primele dovezi arheologice, vechi de aproximativ 40.000 de ani, a prezenței omului pe meleagurile Aradului.
Prezența civilizației pre-indo-europene apare odată cu înființarea primei așezări pe malul nordic al râului Mureș, în mileniul al V-lea î.Hr., iar extinderea așezărilor omenești pe malul stâng al Mureșului apare în mileniul al IV-lea î.Hr.
În mileniul al III-lea î.Hr. așezări prospere apar pe ambele maluri, cât și pe insulele râului aparținând unei civilizații indo-europene din Epoca Bronzului, care a atins culmea evoluției în jurul anului 1000 î.Hr. Evenimente violente, certificate de descoperirile arheologice din centrul orașului o dată cu săpăturile efectuate pentru fundațiile hotelului Astoria, au pus capăt acestor așezări omenești.
Primele așezări dacice apar în mileniul I î.Hr. În secolul al V-lea un grup de sciți se așază în regiune, dar au fost asimilați de către daci. Valea Mureșului a fost în această perioadă una dintre porțile de intrare ale invaziilor celtice în Transilvania. Iar între secolele al IV-lea și al III-lea, celții prind rădăcini pe amândouă maluri ale Mureșului, în vecinătatea așezările dacice existente. Coexistența lor, nelipsită de evenimente violente, a durat aproximativ două secole, sfârșind cu asimilarea celților de către dacii majoritari.
Așezarea dacică aflată în sudul Micalăcii a fost cucerită de trupele romane în anii 101 - 102. Pe durata celui de-al doilea război dacic (105 - 106), Traian a cucerit teritorii la nord de Mureș, făcându-le parte din Provincia Dacia. În zona Aradului Nou, armata romană a construit un fort care a găzduit Legiunea a IV-a Flavia Felix. Împăratul Hadrian (117-138) a cedat teritoriile estice ale provinciei sarmațiilor și dacilor liberi, dar trupele romane au continuat supravegherea drumului comercial și militar de-a lungul Mureșului, drum care asigura comunicarea între provincia Dacia și provincia Panonia.
În perioada dintre secolele al II-lea și al IV-lea așezări dacice și sarmite sunt prezente în zona orașului de astăzi, având relații comerciale intense cu lumea romană. În perioada de anarhie din Imperiului Roman, de la mijlocul secolului al III-lea, locuitori ai provincie au emigrat în lumea barbară și au întemeiat așezări precum cele descoperite la Ceala, Horia sau Vladimirescu, în Pădurea vrăbiilor. După retragerea romanilor din Dacia comunitățiile din jurul Aradului, deși au fost pe perioade scurte sub dominațiile gotice, hunice, gepizilor și a avariilor, au menținut relațiile cu provincile romane situate în dreapta Dunării.
Primele dovezi ale asimilării elementelor slavice de către proto-români apar odată cu secolul al IV-lea, considerat punctul final de formare al poporului român
Așezările datate în cea de-a doua jumătate al primului mileniului au fost concentrate în partea de nord a Mureșului, printre acestea aflându-se cea de la Vladimirescu - Schanzen, datată în perioda secolele al VIII-lea și al IX-lea, conform examinărilor din timpul descoperirilor arheologice.
În secolul al X-lea, maghiarii au început expansiunea lor în Transilvania, una dintre principalele căi de acces fiind valea Mureșului. Acest moment istoric fiind confirmat de descoperirea arheologică a mormântului unui luptător maghiar la Pădurea Ceala.
Românii aflați în subordinea lui Glad, sub amenințarea invaziilor ungare au construit o cetate de pământ la Vladimirescu - Schanzen. Luptătorii unguri cucerind și distrugând cetatea la mijlocul secolului al X-lea. Reconstrucția cetății are loc sub domnia voievodului Ahtum, dar fortăreața a fost complet distrusă în anul 1028 după o altă invazie maghiară.

## Perioada medievală
Descoperirile arheologice certifică existența unor sate în zona orașului actual și împrejurimi, începând cu secolul al XI-lea. Din aceeași perioadă, respectiv anii 1080 – 1090 datează și prima menționare scrisă a toponimului Orod. Tot ceea ce a rămas din vechea reședință ecleziastă și comunitară, sunt ruinele catedralei din Vladimirescu, indicând poziția lui veterum Orod (vechiul Arad). Începând cu secolul al XV-lea, documentele menționează Aradul ca fiind civitas sau oppidum. Istoricii se contrazic referitor la relația dintre vechiul Orod, situat în Vladimirescu, și ulterior menționatul Arad, aflat strict în zona orașului modern. Unii le cred așezări complet diferite, pe când alții presupun că vechiul Orod s-a mutat în actualul amplasament al orașului, mai exact în zona actualului cartier Drăgășani.
În 1514 locuitorii Aradului, majoritatea șerbi, s-au alăturat armatei lui Gheorghe Doja. Nobili au înăbușit răscoala și s-au răzbunat cu cruzime. După dezastrul de la Mohacs (1526), Ioan Zapolya, regele ales al Ungariei, și-a stabilit stăpânirea și peste Arad. Când turcii au creat pașalâcul de la Buda, Transilvania a devenit un principat autonom, care includea și regiunea Aradului.
După distrugerea de către turci, în anul 1551, a vechii cetăți și cucerirea orașului în 1552 între 1553 și 1555, turcii au construit un fort pătrat, pe malul drept al Mureșului, aproape de actualul pod Traian, pe locul fabricii de textile „TEBA” pe malul drept al Mureșului. În jurul acestei cetăți va apărea viitorul oraș. Aradul se dezvoltă în perioada ocupației otomane (1551-1687), devenind, pe lângă un important punct strategic și un renumit centru de schimb comercial, în special pentru negoțul cu sare, unde târgul ținea zece zile și zece nopți, având administrație proprie, după cum consemnează Evlia Celebi. Teritoriul a fost divizat în trei sangeacuri (sanjkas), iar aceea care se lega de Arad cuprindea orașul și 113 sate. Recensămintele din 1567 și 1579, comandate de sultan, au înregistrat pentru Arad și localitățile învecinate, un număr de 297 familii, majoritatea țărani. Armatele Transilvaniei au eliberat valea inferioară a Mureșului în 1595, reintegrând Aradul în Principatul Transilvaniei. După victoria de la Șelimbăr (1599), teritoriul Aradului a ajuns sub autoritatea lui Mihai Viteazul. După moartea acestuia, Gabriel Bethlen a dat turcilor fortăreața de pe Mureș (inclusiv Aradul), în schimbul Ineului.

## Epoca modernă

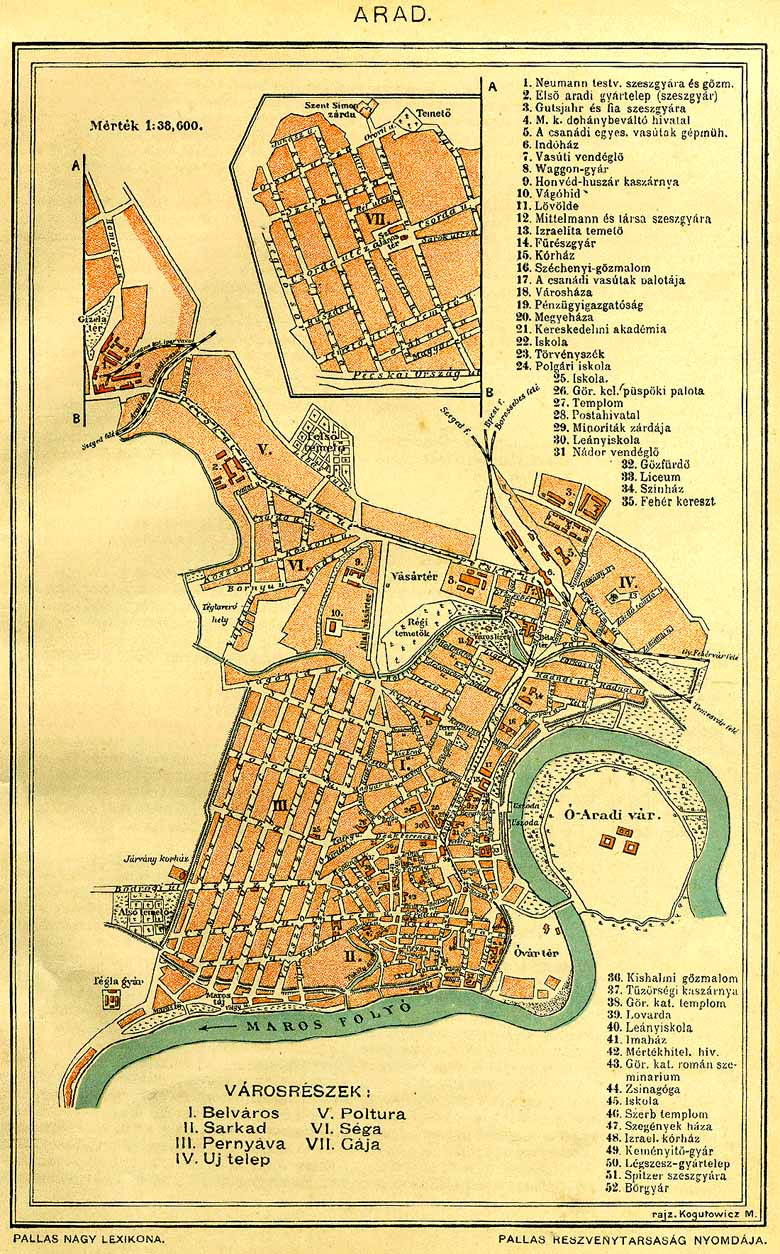
Harta Aradului din anul 1897

După eșecul asediului otoman asupra Vienei (1683), trupele imperiale au pornit o mare ofensivă spre est, ajungând la Arad și cucerindu-l în 1687. După doi ani, Eugen de Savoia a proiectat reconstrucția vechii fortărețe turcești, Georg Haruckern fiind numit să conducă lucrările. După armata austriacă, primii meseriași și negustori germani au ajuns în Arad. După retragerea stăpânirii turcești, cetatea Aradului trece sub dominația Imperiului Habsburgic (1687). Pacea de la Karlowitz (1699) a stabilit frontiera dintre imperiile austriac și otoman, pe Mureș, iar Aradul a devenit centru zonal de pază a frontierei. Prin urmare, în august 1699, primele trupe de grăniceri, recrutați mai ales dintre sârbi, au fost încartiruite în oraș.
În 1702 Aradul a fost ridicat la rangul de oraș cameral, statut care i-a dat facilități economice. În 1706 împăratul Iosif I al Sfântului Imperiu Roman înființează Episcopia Aradului. Primul episcop de Arad este Isaia Diacovici.
Răscoala curuților (rebeli anti-habsburgi) din vara lui 1707 a lăsat urme adânci în viața orașului, multe clădiri fiind distruse. După victoriile prințului Eugen de Savoia s-a instalat dominația habsburgică și în Banat, situație confirmată prin pacea de la Passarowitz (1718). Ca parte a planului de dezvoltare economică pentru regiunile nou cucerite, autoritățile imperiale au adus coloniști germani. Dintre aceștia, câteva zeci de familii din Franconia au fost aduse în Aradul Nou (1724). Românii și sârbii au populat și ei satele din împrejurimi. Populația orașului care s-a grupat în jurul cetății cuprindea grăniceri și civili (țărani, meseriași, negustori) români, sârbi, germani și unguri. Numărul de locuitori înregistrați în oraș și împrejurimi era de 441 familii în 1720. Aflat la întretăierea unor importante drumuri comerciale, Aradul devine cea mai dezvoltată urbe a zonei.
Din punct de vedere administrativ, Aradul și zona subordonată a avut o evoluție interesantă. Domnitorii habsburgi au inclus Aradul și Zărandul mai întâi în Ungaria. În 1732, aproape tot ținutul Aradului a fost al ducelui Rinaldo de Modena care l-a pierdut după opt ani. Aradul a devenit proprietate a statului (domeniu aerarial) și orașul a căpătat noi facilități economice. Garda de frontieră a fost desființată în 1746 și majoritatea sârbilor, foști grăniceri, au plecat în Rusia. În același an, Aradul a fost ales ca centru al organizației Comunități de Nobili.
În timpul domniei Principesei Maria Tereza (1740 - 1780), orașul s-a dezvoltat sub aproape toate aspectele. Populația a crescut la 1.321 familii în 1752. Ponderea manufacturii a crescut în economie. Numărul meseriașilor a crescut de la 90 în 1746, la 299 în 1774. S-au organizat în bresle și au căpătat privilegii de la autorități. Prima breaslă înregistrată oficial era una a blănarilor germani (1702). Până în 1845, numai în oraș erau înregistrate 44 de bresle cuprinzând 65 meserii diferite. Atelierele prelucrau mai ales materii prime furnizate de “sectorul agricol” al orașului, care încă predomina în secolul al XVIII-lea. Renumitul târg de cereale și vite, existența a numeroși meșteșugari, precum și avântul demografic vor determina ca la 1765, în centrul așezării să se contureze o stradă principală mai largă, viitorul Bulevard.
Construirea noii fortărețe, aflată pe malul sudic al Mureșului, a marcat adânc istoria orașului. O echipă de ingineri militari condusă de Ferdinand Philipp Harsch a proiectat cetatea în stil Vauban-Tenaille. Lucrările au durat peste 20 de ani (1763 - 1783) și s-au efectuat de mii de șerbi.
Încă din secolul al XVIII-lea, locuitorii Aradului au încercat să obțină statut de oraș liber regesc, dar numai în 1826 au reușit să aibă acest privilegiu. În 1834 împăratul Francisc a înmânat autorităților locale diploma certificând acest titlu. Noua stare a creat mediul optim pentru dezvoltarea economică. Mai întâi, numărul de negustori a crescut la 686 în 1870.
Activitatea industrială a rămas relativ modestă în prima jumătate a secolului XIX. În 1825 funcționa o fabrică de mașini-unelte, iar în 1836 Anton Dangl a pornit o fabrică de făcut orgi, unică în această parte a Europei. Majoritatea produselor se făceau tot în ateliere.
Numai în a doua jumătate a secolului al XIX-lea s-a simțit un vânt de schimbare. Primul pas spre marea industrie era deschiderea unor fabrici de spirt și drojdie de frații Neumann, în 1851. Statistici oficiale înregistrau în anii 1869 – 1870 un număr de 5.074 antreprenori, 6.839 funcționari și 11.913 muncitori. Totodată, 2.645 locuitori ai orașului erau țărani. Crește spațiul clădit al orașului cuprinzând, pe lângă vechiul nucleu din secolul al XVIII-lea, actuala zonă Centrală și cartierele Pârneava, Șega, Gai și Mureșel. Între 1870-1914 se construiesc edificii civile impunătoare, instituții și clădiri destinate unor întreprinderi. Paralel (1879 - 1888) se pun bazele actualelor diguri, ca urmare a revărsărilor râului Mureș. Tot în această perioadă (1880) începe pietruirea străzilor.
La sfârșitul secolului XIX și începutul secolului XX, producția industrială s-a diversificat. În 1872 s-a înființat fabrica de mașini “Hendl”, apoi una de ciment și pavaje. Frații Lengyel au fondat o fabrică de mobilă în 1891, iar în anul următor Johann Weitzer a pornit fabrica de vagoane care la începutul secolului următor s-a mărit, ajungând să producă și automobile, utilitare și avioane. În 1909 industria locală s-a îmbogățit cu o uzină textilă, proprietate a familiei Neumann. Pe la începutul secolului XX Aradul era o metropolă industrială cu 25 de fabrici și 7 bănci.
Creșterea industrială a stimulat expansiunea orașului spre nord și vest, în detrimentul zonelor agricole. Pasul rapid al vieții urbane a necesitat un sistem de transport public urban, astfel că în 1878 s-au pus în funcțiune primele tramvaie trase de cai, între gară și diferite puncte de interes din oraș. La începutul secolului XX intră în funcțiune prima linie de autobuz urbană. În ultimul deceniu al secolului XIX s-a încheiat construirea rețelei de apă și canalizare. Iluminatul public bazat pe lămpi cu petrol s-a introdus în 1828, pe gaz în 1860 și pe electricitate în 1895.
Până în 1747, administrarea Aradului era divizată între două primării – sârbă și germană. După aceea, primarul a fost desemnat, funcție de conjunctura politică, dintre germani, unguri, evrei și români. În 1871 Aradul a devenit municipalitate, încât administrația și justiția s-au separat. După instaurarea regimului dualist austro-ungar (1867) autoritățile erau dominate de maghiari și sârbi.
Evoluția demografică din secolul XIX a fost spectaculoasă. În 1804 Aradul avea 8.476 locuitori, în 1850 erau 22.398 locuitori, iar în anul 1900 numărul a crescut la 56.260 locuitori.
Principalele curente politice, conservator și liberal, au apărut în Arad în prima jumătate a secolului al XIX-lea, reprezentată de cluburi de discuții. Concomitent se forma și o mișcare de emancipare națională a românilor, în special printre clerici.
Revoluția din 1848 a dat un impuls asocierii politice, materializate în partide politice, fondate în ultimul sfert al secolului XIX. Partidele ungurești erau conservatorii (guvernamental) și partidul independenței. Conservatorii păstrau puterea acceptând niște compromisuri, dar nu și votul universal. Mișcarea de emancipare națională a românilor a evoluat până la fondarea Partidului Național Român, în 1881. Curentul socialist a avut numeroși adepți, prin urmare congresul de înființare a Partidului Social-Democrat al Muncii (marxist) s-a ținut la Arad.

Arad - decembrie 1918

Din cauza împotrivirii partidelor ungurești la schimbările democratice din societate, mișcările naționale și socialiste s-au apropiat. Aradul era un oraș multi-etnic, cu un mare număr de muncitori și o solidă tradiție a naționalităților non-maghiare în lupta de emancipare, așa încât Clubul Deputaților Naționalităților din parlamentul de la Budapesta, cât și secțiunea Românească a partidului social-democrat din Ungaria, s-au stabilit în Arad.
Primul război mondial a dezvăluit toate constrângerile sociale și naționale din Imperiu. Partidul Național Român și secțiunea românească a Partidului Social-Democrat din Ungaria au condus mișcarea românilor pentru drepturi. Pe 30 octombrie 1918, s-a constituit Consiliul Național Român care s-a mutat în 8 noiembrie de la Budapesta la Arad. Liderii acestei organizații erau politicieni din Arad: Ștefan Cicio-Pop, Vasile Goldiș, Ioan Suciu, Ioan Fluieraș. O delegație maghiară, condusă de Oszkar Jasyi, a venit la Arad pentru a negocia cu reprezentanții românilor. După trei zile de discuții, 13-15 noiembrie, marcate de concesii din partea maghiară și fermitate din partea română, s-a decis: separarea de Ungaria și unirea cu România. Consiliul Național Român Central din Arad a pregătit adunarea plebiscitară de la Alba Iulia, care a proclamat la 1 decembrie 1918 unirea Transilvaniei cu România. La sfârșitul lui decembrie, trupele franceze au ocupat orașul. Armata română a intrat în Arad pe 16 mai 1919, iar pe 10 iulie 1919 toată administrația a fost preluată de către statul român.

## Perioada interbelică

Stema interbelică a orașului

Adoptarea noii constituții, în 1925, a asigurat cadrul legislativ necesar creării structurii statale unitare. În conformitate cu legea noului sistem administrativ în 1925, prefectul a devenit reprezentantul guvernului în teritoriu, numit de Ministerul Afacerilor Interne, prezidând Consiliul Județean.
În anul 1929 conform noii legi a administrației publice locale, toate capitalele de județ, inclusiv Aradul, au fost declarate municipii.
În perioada interbelică orașul se extinde în continuare prin includerea satului Micălaca și înglobarea, ca suburbii, a următoarelor perimetre construite: Grădiște, Poltura și Bujac. Se dezvoltă cartierele Micălaca Nouă, Subcetate și Gai (1930-1940). Se extinde rețeaua de apă și sistemul de canalizare. Se deschid numeroase școli. Vechea și impunătoarea stradă principală devine bulevard și cea mai importantă zonă comercială. Aici sunt grupate marile edificii publice: Teatrul, clădirea Primăriei, Banca Națională, palatul Cenad, palatul C.F.R., biserici, hoteluri. Majoritatea acestor clădiri au fost construite la sfârșitul secolului al XIX-lea. Pe lângă funcția de
principală arteră de circulație bulevardul are și rolul de promenadă (Corso). Includerea localităților suburbane și imigrația spontană sau organizată a dus la o mărire semnificativă a populației. Prin urmare, în 1937 Aradul avea 76.015 locuitori dintre care 72% erau români, 8% maghiari, 4% germani, 4% evrei și 12% alte naționalități.
Industria grea a continuat să fie reprezentată de uzina lui J. Weitzer (care a fuzionat în 1920 cu producătorul de automobile Marta), uzina textilă și moara fraților Neumann și fabrica de mobilă Lengyel și renumita fabrică de lichior Zwack și-a continuat existența.
S-au înființat noi uzine, ca Fabrica de zahăr (1926), Polyrom (fabrică de vopsele, 1930), Fabrica Tehnică Arad (becuri electrice, 1935). Prin urmare, în 1937 existau 110 unități industriale față de 59 în 1919. Criza economică din 1929-1933 a dus la falimentarea multor ateliere mici și a concentrat majoritatea producției în 22 de firme mari. Activitatea comercială s-a amplificat, plasând Aradul cu cele 4.001 de societăți comerciale, pe locul al patrulea în țară, dar doar un mic procentaj din aceste firme foloseau capital românesc (8,7% din angrosiști și 15% dintre detailiști).
În afară de sucursala locală a Băncii Naționale a României (deschisă în 1921), mai erau 10 bănci active în oraș, dintre acestea, banca Victoria fiind reprezentativă pentru finanțele arădene.
Uzina de apă a fost reconstruită între 1931 și 1934, încât s-a îmbunătățit calitatea și s-a extins rețeaua de distribuție a apei potabile. Și sistemul de canalizare a fost modernizat cu asistență a experților britanici.
Aradul a fost unul din primele orașe din România cu centrală telefonică automată din anul 1937. Transportul urban s-a modernizat după punerea în circulație a autobuzelor pe 16 linii.
Viața politică depindea de fluctuațiile de pe scena bucureșteană. Până la fuziunea cu partidul Național Țărănist din vechiul regat (1926), Partidul Național Român reprezenta interesele ardelenilor. După aceea, cetățenii Aradului au votat pentru partidul nou creat și Partidul Liberal. Partidul Maghiarilor avea un electorat constant. Partidele social-democrate aveau, oarecum paradoxal, o prezență redusă în Arad. La alegerile din 1937, cumva ultimele alegeri democratice din perioada interbelică, preferințele locuitorilor din Arad s-au îndreptat spre partidul de extremă dreapta “Totul pentru Țară”, urmat de Liberali și de Partidul Maghiarilor.
În pofida alianței cu Germania, guvernul român nu a fost capabil să împiedice pierderea unor provincii, inclusiv a unei mari părți a Transilvaniei (30 august 1940). Protestele românilor, inclusiv a celor din Arad, nu au avut succes. Războiul a afectat și Aradul, mai ales prin desele restricții și rechiziții, la care s-a adăugat bombardamentul anglo-american din iulie 1944, care a distrus clădiri militare și civile din jurul gării.

După lovitura de stat din 23 august 1944, Aradul a ajuns la mijlocul luptelor dintre armatele române și germano-maghiare. La 22 septembrie, trupele maghiare s-au retras din oraș după ce au aruncat în aer podurile peste Mureș, gara și centrala telefonică. În octombrie și începutul lui noiembrie 1944, aviația germană Luftwaffe a bombardat gara făcând mari distrugeri. După înfrângerea Germaniei hitleriste, Divizia I de cavalerie a revenit la bază în Arad fiind primită triumfal de populație la 13 iulie 1945. În cetate au fost încartiruite și trupe rusești.

Trupe maghiare în zona fostei Gări Electrice „Podgoria”, în 1944
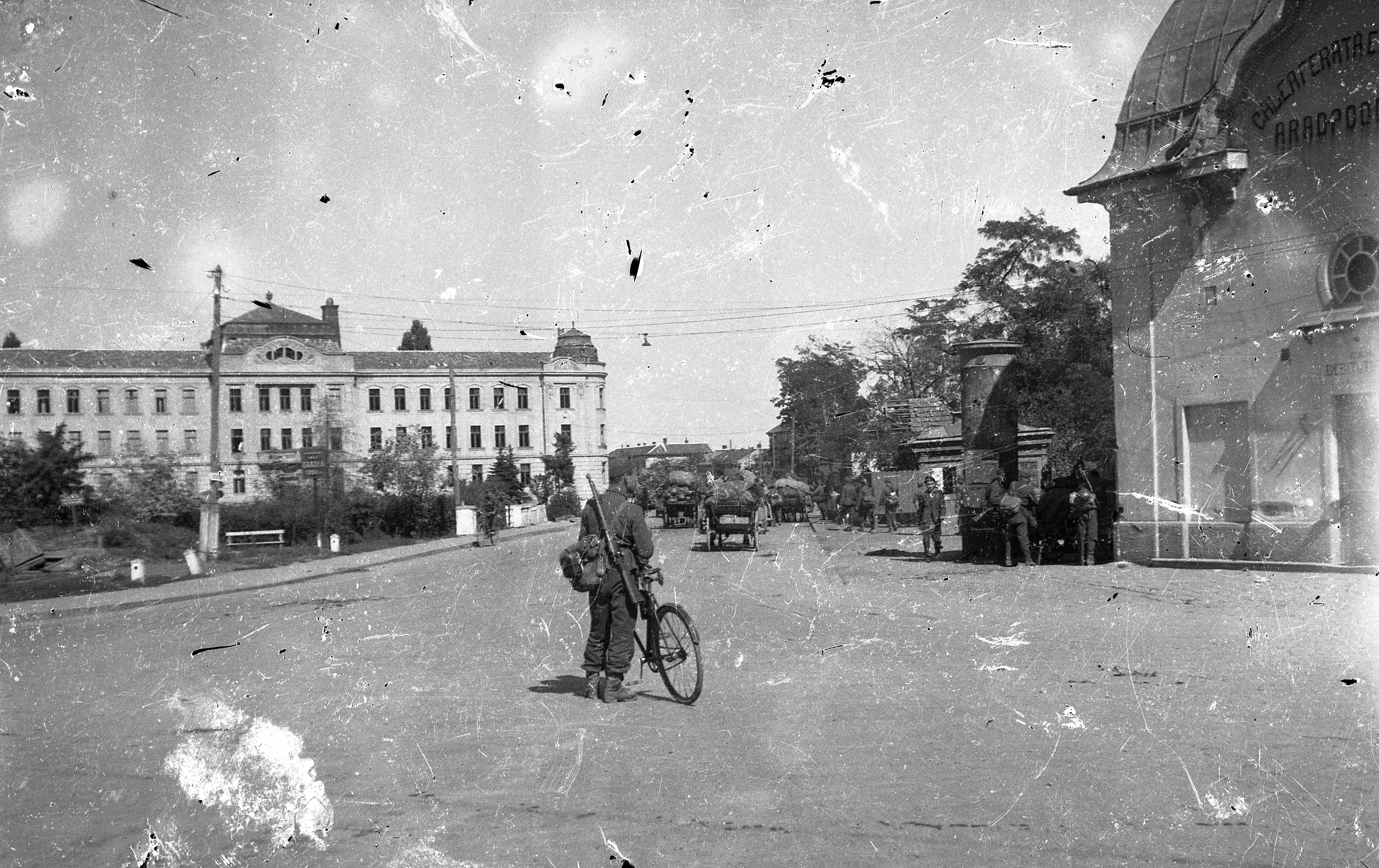
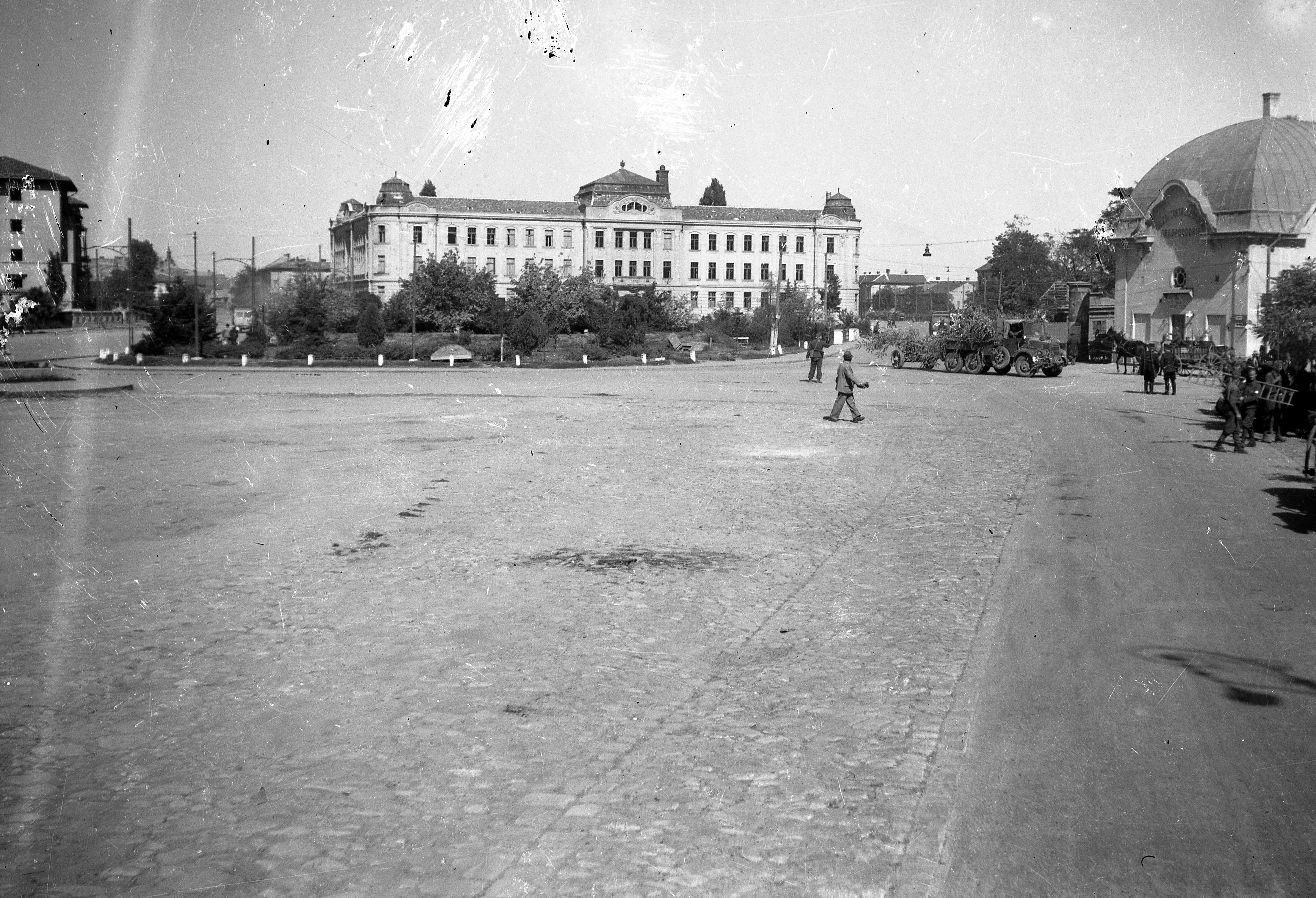
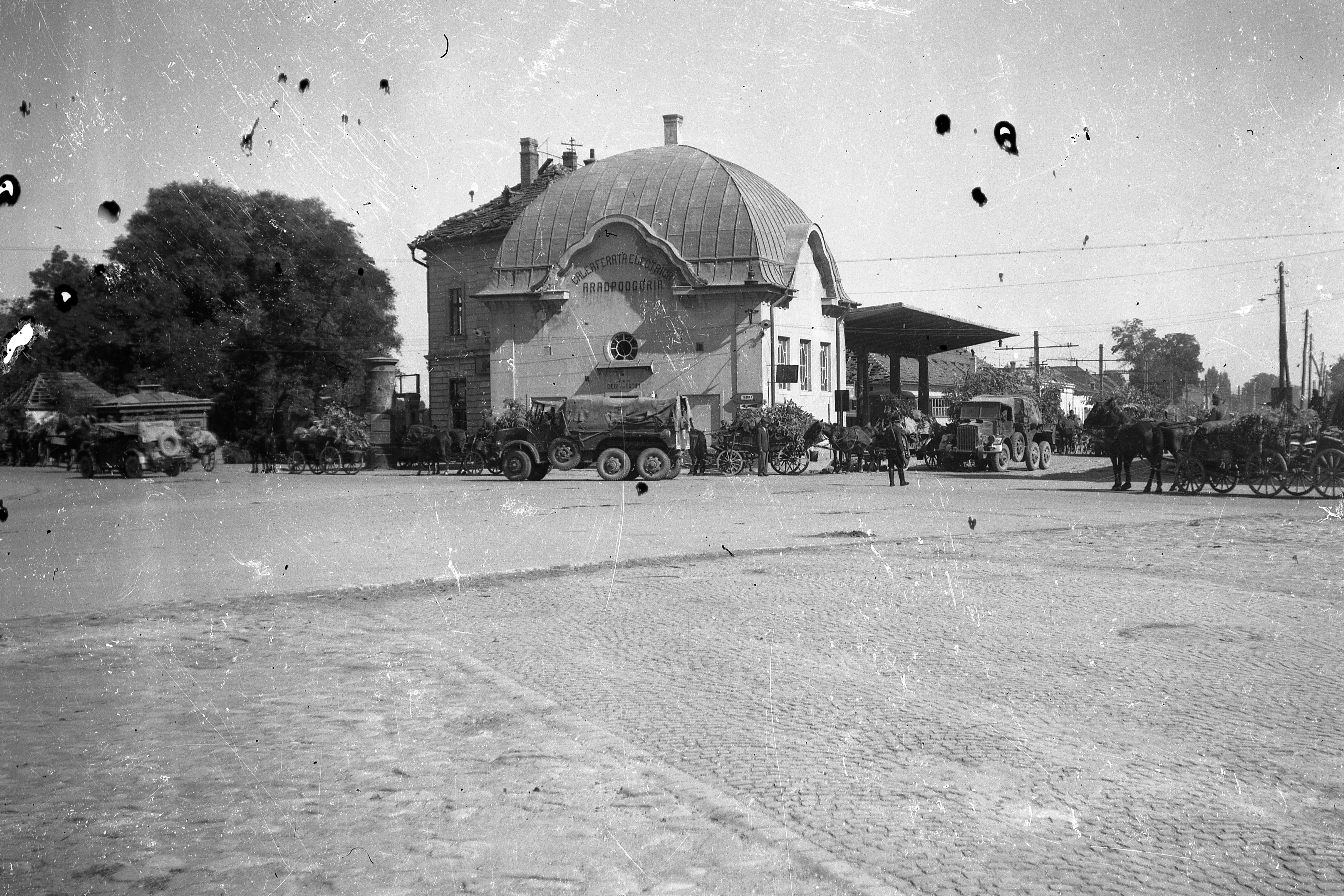

## Perioada postbelică
După cel de al Doilea Război Mondial, Aradul se dezvoltă ca un centru industrial. Se conturează marile platforme industriale și iau ființă întreprinderile republicane, cu mii de locuri de muncă, fapt care a determinat atragerea populației din mediul rural. Ca urmare a creșterii numărului de locuitori, au apărut noile cartiere de blocuri și zone de locuit: Aurel Vlaicu, Calea Romanilor, Micălaca, Faleza Sud și Banu Mărăcine. De asemenea, s-au construit numeroase clădiri publice: cinematograful “Dacia”, hotelurile “Continental - Astoria” și “Parc”, Casa de Cultură, Sala
Polivalentă, Spitalul Județean, Ștrandul.